# Стюарт, Александр, граф Бьюкен
Александр Стюарт (гэльск. Alasdair Mór mac an Rígh, англ. Alexander Stewart, 1343 — возм. 20 июня 1405), граф Бьюкен (с 1382 года) — известный также как «Баденохский волк», был четвёртым и самым младшим сыном короля Роберта II Шотландского от его первой супруги, Элизабет Мур Ровалланской. Он был первым графом Бьюкена со времён Джона Комина, с 1382 года и вплоть до своей смерти. Александр женился на овдовевшей Ефимии, графине Росса, но от этого брака детей не было, хотя он имел много детей от своей любовницы Мариоты, дочери Эхана. Александр некоторое время исполнял функции юстициара Северной Шотландии, но не справился со своими обязанностями. Он владел огромными территориями на севере страны, пока не потерял большую их часть. Александр известен прежде всего тем, что он сжег королевский город Элгин и его собор. Своё прозвище он заработал за жестокость и жадность, хотя нет доказательств, что оно было дано ему при жизни.

## Власть и влияние

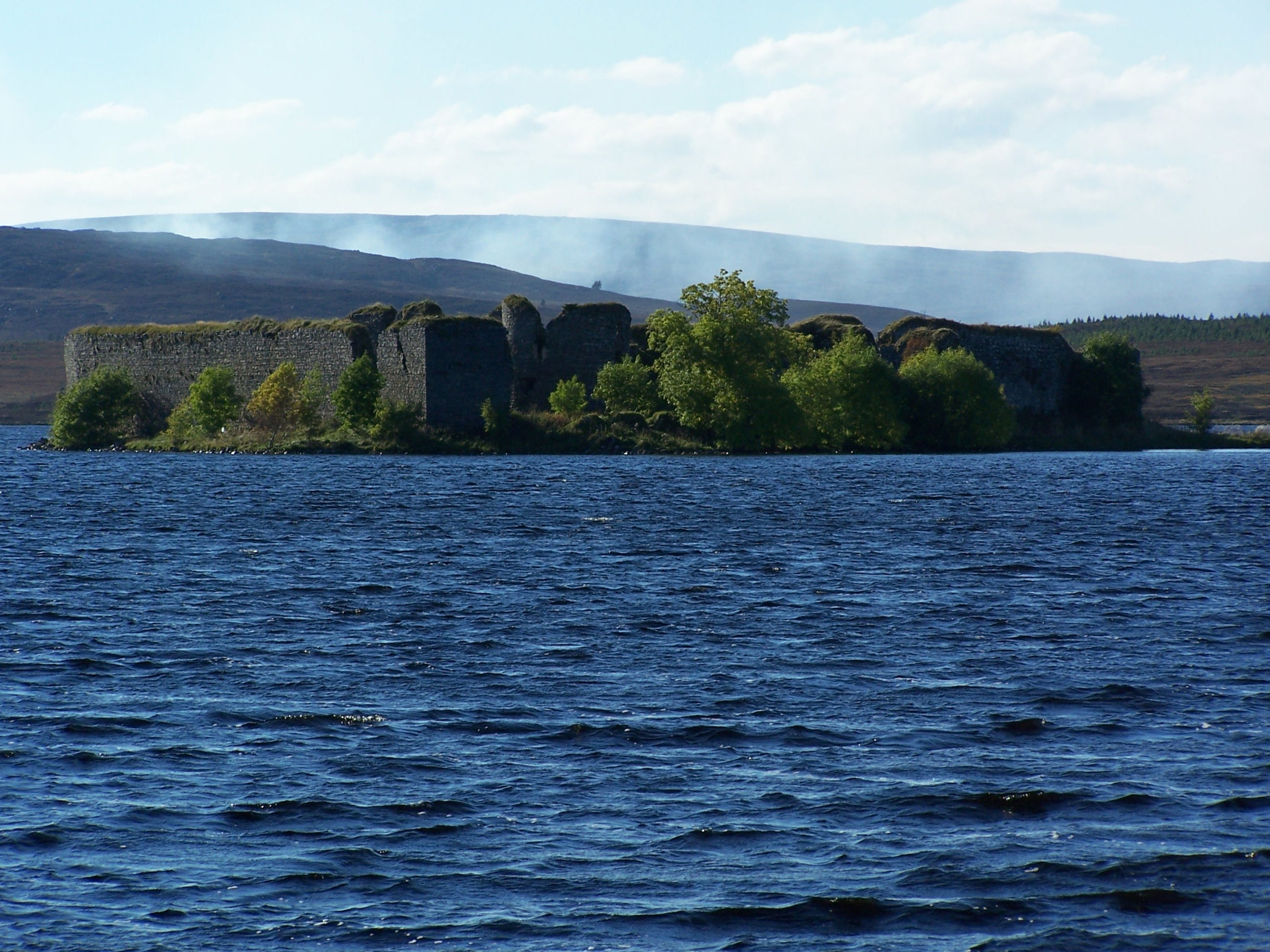
«Волчье логово»: замок Лохиндорб в Баденохе, цитадель Александра

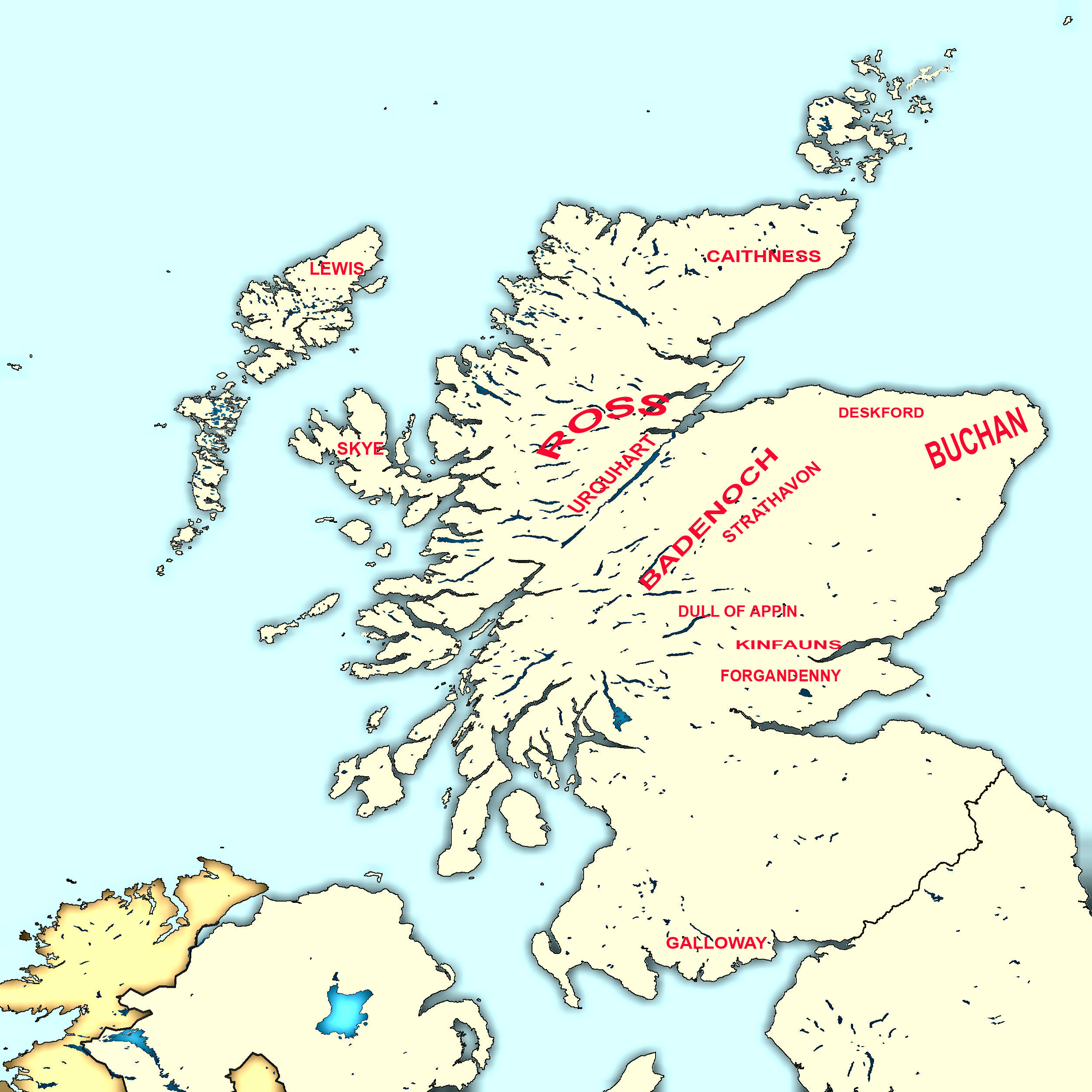
Владения Александра Стюарта, графа Бьюкена

В источниках Александр Стюарт упоминается под именем Александра Сенешаля (то есть Стюарда). Первые сведения о нём датируются 14 августа 1370 года, когда он издал письменный патент из замка Рутвен, предоставлявший защиту епископу Морея и всем его землям, людям и собственности в Баденохе. Его отец, Роберт Стюарт, видимо приобрёл земли в Баденохе от Ефимии, вдовствующей графини Морея, которая стала его второй женой. Роберт имел плохие отношения со своим дядей, королём Давидом II Шотландским, будучи недовольным его политикой, направленной на усиление центральной власти в стране. В 1368 году он и его сыновья были вынуждены принести клятву перед парламентом Давида II в том, что они будут держать своих людей в подчинении. Позднее, в том же году, Роберт и его сын Александр были заключены в замке Лохлевен, видимо из-за того, что данные клятвы оказались нарушенными. После восшествия Роберта II на шотландский престол, Александру был формально пожалован титул лорда Баденоха 30 марта 1371 года.
Владения Александра в Баденохе были не затронуты раздачами земель в начале правления Роберта II — пожалованием графства Морей Джону Данбару в марте 1372 года, Лохабера — Джону Макдональду, лорду Островов, а также передачей земель в районе Аркарта (к югу от Инвернесса) Дэвиду, графу Стратерна, старшему сыну короля Роберта от его второй супруги Ефимии. Александр продолжил расширение своих территорий в 1371 году, арендовав земли Аркарт у своего младшего единокровного брата, а затем приобрёл во владение сеньорию Стратэйвон, граничащую с Баденохом. В октябре 1372 году, Александр был назначен королевским лейтенантом в землях графства Морей на севере и западе от Инвернесса, а также в Абердиншире и северном Пертшире. В тот же год он был назначен королевским юстициаром в Аппине Дуллском, в Пертшире, что означало, что Александру была предоставлена высшая судебно-административная власть от северного Пертшира до пролива Пентленд-Ферт. В то же время Александр де Ард, основной претендент на графство Кейтнесс, передал свои территории короне в пользу Александра и его единокровного брата Дэвида. Кроме того, Александр удвоил свои земельные владения, когда женился на Ефимии, графине Росса, в июне 1382 года. Он стал графом Росса по праву своей жены (jure uxoris). Другими землями, принадлежавшими его супруге — включая Льюис, Скай, Дингуолл и Кингидвард в Абердиншире — он владел совместно с ней. Его права на сеньорию Кингидвард, занимавшую большую часть прежнего графства Бьюкен позволило Роберту II присвоить Александру титул графа Бьюкена спустя несколько дней после заключения его брака. По свидетельству современников, Александр управлял этими территориями при помощи своих гэльских приверженцев, зачастую — разбойников из Хайленда, что вызывало возмущение со стороны других землевладельцев региона, среди которых был Александр Бур, епископ Морея.

## Конфликт с епископом Морея

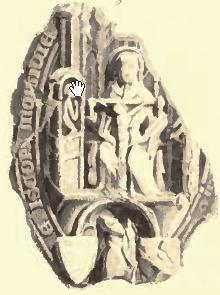
Печать Александра Бура

На протяжении XII и XIII века в Морее не было реального властителя, и епископы правили своими территориями с большой долей независимости. Этому пришёл конец, когда король Роберт I Брюс в 1312 году назначил графом Морея своего близкого соратника Томаса Рэндольфа. Графы из дома Рэндольфов недолго владели графством: после смерти сына Томаса, Джона, в 1346 году графство вернулось в распоряжение короны. В течение последующих 26 лет пост графа оставался вакантным. В 1365 году епископ Бур убедил Давида II, что его земли в Баденохе и Стратспее должны управляться представителем короля. Чтобы подчеркнуть это, Бур, когда он заключил соглашение о защите с Александром в 1370 году, предусмотрел что де-факто лорд Баденохский не имеет власти ни над ним, ни над его землями и людьми. Спустя несколько месяцев, в марте 1371 года, после того как его отец взошёл на трон, Александр официально получил титул лорда Баденохского. Грамотой Роберта II ему даровались земли в Баденохе, возможно с правом сюзеренитета над церковными землями. Епископ Бур, видимо, выразил протест против этого, поскольку во время предыдущих пожалований Баденоха, согласно Регистрам Большой печати, подобная власть над церковным имуществом не передавалась. Александр, таким образом, очевидно, обладал в отношении земель Баденоха не большим объёмом полномочий, чем Джон Комин веком ранее. Тем не менее, епископ продолжал испытывать притеснения от самого Александра и от его горцев-грабителей, которые, видимо, чувствовали себя вполне независимо. По данным, приводимым Стивеном Бордменом в его работе «The Early Stewart Kings: Robert II and Robert III», епископы Морея и Абердина находились в плохих отношениях с Александром из-за того, что его разбойники нападали на церковные земли и арендаторов. Бордмен также предполагает, что имело место насильственное занятие церковных земель, которые не приносили особого дохода церкви, что, возможно, послужило причиной того, что Бур «добровольно» отказался от своих прав на владения, такие как Розиемурхус, 20 апреля 1382 года. Дело усугубляло то, что ни один из епископов не мог обратиться за защитой к «законной верховной власти», которой являлся сам Александр как лорд Баденохский и королевский лейтенант, и это послужило причиной их апелляции непосредственно к королю.

## Усиление гнета

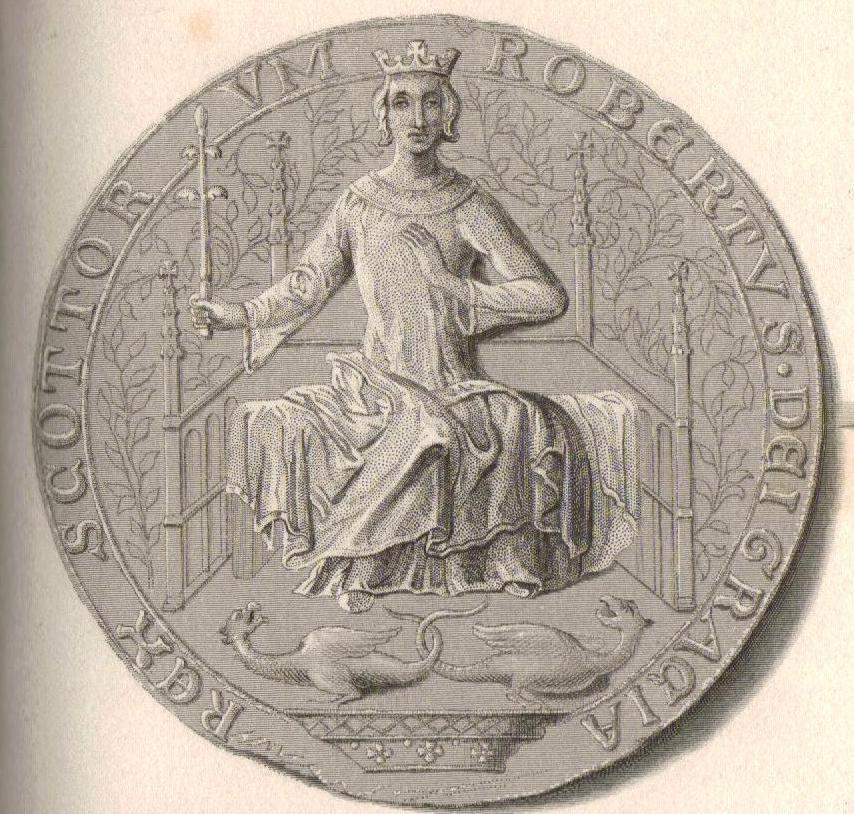
Печать короля Роберта II Шотландского

Репутация короля Роберта II склонилась к закату из-за его поддержки методов Бьюкена, и поэтому в ноябре 1384 года, Джон, граф Каррика, при одобрении совета, принял исполнительную власть от своего отца для борьбы с разросшимся беззаконием на севере. Лордство Стратнайрн управлялось Бьюкеном с согласия короля, но теперь под предводительством Каррика, сэр Дэвид Линдси был способен подтвердить на него своё право. В апреле 1385 года, на совете, единокровный брат Бьюкена, Дэвид, заявил, что Бьюкен владеет Аркартом незаконно, тогда как сэр Джеймс Линдси Кроуфордский возобновил свои притязания на Бьюкен, и наконец, граф Морея обвинил некоторых людей Александра в убийстве нескольких своих человек. Помимо этих первых атак на свои позиции, Бьюкен значительно укрепил свои территориальные позиции, особенно в Великой долине, где он удержал за собой Аркарт, после смерти своего брата, а затем, осенью 1386 года он приобрёл земли Бона в устье озера Лох Несс у графа Морея, а также присоединил земли в Абриахине, получив их от сэра Роберта Чишолма. Усиление влияния Бьюкена в шотландских делах проявилось, когда незадолго до февраля 1387 года, он был назначен юстициарием страны к северу от залива Форт.
Регентство Каррика не было успешным и несомненно попытка установить контроль в Бьюкене провалилась. Так продолжалось вплоть до 1388 года, когда третий сын короля Роберта, тоже по имени Роберт, граф Файфа, стал способным правителем королевства. В течение нескольких дней Файф отстранил Бьюкена от должности юстициария, а также поста лейтенанта и шерифа Инввернесса, назначив позднее своего сына Мурдоха юстициарием страны к северу от Форта. Файф был крайне бескомпромиссен к Бьюкену, о котором отзывался на встрече большого совета, как о «бесполезном для общества». Бьюкен давно покинул свою жену и жил вместе с Мариотой, вместе с которой он обзавелся множеством детей, включая Александра Стюарта, графа Мара. Супружеский закон являлся прерогативой церкви, и посему, 2 ноября 1389 года, епископ Александр Бур Морейский вместе с епископом Александром Килкусом Росским, приказали ему вернуться к супруге, Ефимии. Бьюкен согласился на это, но не выполнил своего обещания, и поэтому Файф подговорил Ефимию Росскую, во время бракоразводного процесса, выступить против Александра. В 1392 году Ефимия преуспела в своем воззвании к папскому двору в Авиньоне, и их брак был расторгнут. Из-за этого Бьюкен потерял все права на земли Ефимии, вернувшиеся к ней и её сыну Александру Лесли, который был обручен с дочерью графа Файфа.

## Сожжение Элгина

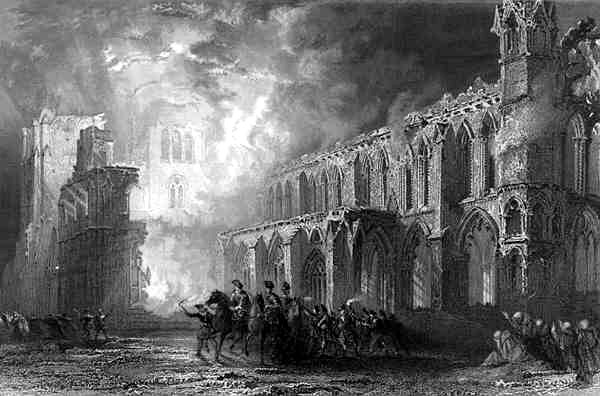
Сожжение собора в Элгине. Изображение XIX века

Король Роберт скончался в замке Дундональд, в Эйршире, 19 апреля 1390 года. Историк Эндрю Уинтонский повествует, что Роберт был похоронен в Скуне лишь 13 августа 1390 года, за день до коронации его сына Джона, графа Каррика, ставшего королём Робертом III. Файф продолжал оставаться Хранителем Шотландии, видимо против надежд Бьюкена, который достиг зенита своей власти при графе Каррике. Епископ Бур обратился к Томасу Данбару, шерифу Инвернесса и сыну графа Морея за защитой. События мая и июня 1390 года в Лэйхе Морейском стали, вероятно, результатом различных обстоятельств повлиявших на Бьюкена. Первое, Джон Данбар, граф Морея и его сторонник сэр Дэвид Линдси из Гленэска, покинули Морей, чтобы отправиться на большой турнир при дворе Ричарда II Английского. Помимо этого, участие епископа Бура в разводе Бьюкена с его женой, и последующая его коалиция с графом Морея, предоставили возможность для мести, вылившейся в разрушение Форреса в мае, а затем и Элгина, вместе с его собором, в июне. Уничтожение церковных владений в Элгине было полным — огню были преданы собор, францисканский монастырь, приходская церковь Св. Эгидия, и госпиталь Мэйсон Дью. Церковь и народ теперь повернулись против Бьюкена. Отлученный Буром от церкви, он, в сопровождении своих братьев, короля Роберта III Шотландского и графа Файфа, присутствовал в храме в Перте, где они умоляли о прощении для него — оно было даровано епископом Уолтером Трейлом, епископом Сент-Эндрюса.
Дерзкая атака на Морей в 1390 году являлась попыткой избавиться от господства Файфа, но оказалась полностью неудачной — Александр потерял своё лордство Аркарт в 1392 году, а затем свои притязания на Росс, после развода с супругой в 1392 году. Влияние Файфа ослабело в середине 1390-х годов, когда король Роберт и его сын Дэвид, граф Каррика укрепили свою власть — король вернул себе ответственность за англо-шотландские связи и поставил Красного Дугласа, графа Ангуса, в доминирующую позицию на юго-востоке Шотландии вместо союзника Файфа, Чёрного Дугласа. Хотя влияние Файфа в шотландских делах снизилось, он все ещё сохранял большой вес в правительстве. Файф и Каррик вместе действовали против Бьюкена и его сыновей, а также других преступных элементов на севере и западе. Хотя Бьюкен и прекратил использовать свои насильственные методы, его сыновья нет. Сражение, произошедшее недалеко от Питлохри, было спровоцировано Дунканом и Робертом Стюартом во главе банды грабителей. В ходе него были убиты сэр Уолтер Огилви и Уолтер де Личтон вместе с их сторонниками. Далее трое сыновей Бьюкена были заключены в замке Стирлинг с 1396 по 1402 годы и Александр Грант предполагает, что бездействие Бьюкена в 1390-х годах XIV столетия было следствием ареста его сыновей.
Имя Бьюкена снова упоминается в замке Спини, 3 мая 1398 года, когда Роберт III приказал передать эту крепость Уильяму, епископу Морея. Бьюкен покинул север в последние годы своей жизни и упоминается как бэйлли графства Атолл в 1402 году, а затем его имя появляется в Перте в 1404 году.
Бьюкен обладая обширными территориями на севере, потерял большую их часть во время своей жизни (Росс и Аркарт). Он владел королевскими полномочиями, которые затем были отобраны у него (юстициарий Шотландии и королевский лейтенант к северу от залива Морей). Он был неспособен поддержать закон и порядок и не смог удержаться на своих Росских территориях. Он скончался в 1405 году и был похоронен в соборе Данкелда, Пертшир. Его гробница представляет собой его эффигию в доспехах и является одним из нескольких монументов, сохранившихся в Шотландии с тех времен.

## Дети
Жена: Ефимия, графиня Росс. Брак бездетный.
Мариота, дочь Эхана родила ему нескольких детей:
- Александр Стюарт, граф Мара
- Эндрю Стюарт из Сандхо, Банффшир
- Дункан Стюарт
- Джеймс Стюарт
- Уолтер Стюарт
- Роберт Стюарт Атоллский
- Маргарет Стюарт (замужем за Робертом, графом Сазерленда).

## В культуре
Александр Стюарт, лорд Баденох, является заглавным героем рассказа "Легенда о Баденохском Волке" российского писателя Иоганна Милтона, за основу которого взята легенда о смерти лорда Баденоха.